# Souvasaari
Souvasaari är en ö i Finland. Den ligger i vattendraget Kitinen och i kommunen Sodankylä i den ekonomiska regionen Norra Lappland och landskapet Lappland, i den norra delen av landet, 900 km norr om huvudstaden Helsingfors. Öns area är 8,2 hektar och dess största längd är 0,5 kilometer i nord-sydlig riktning.